# Máy tiện

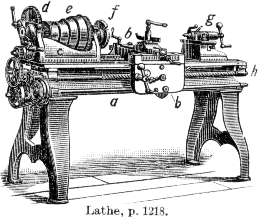
Một máy tiện gia công kim loại từ năm 1911, hiển thị các bộ phận cấu thành:

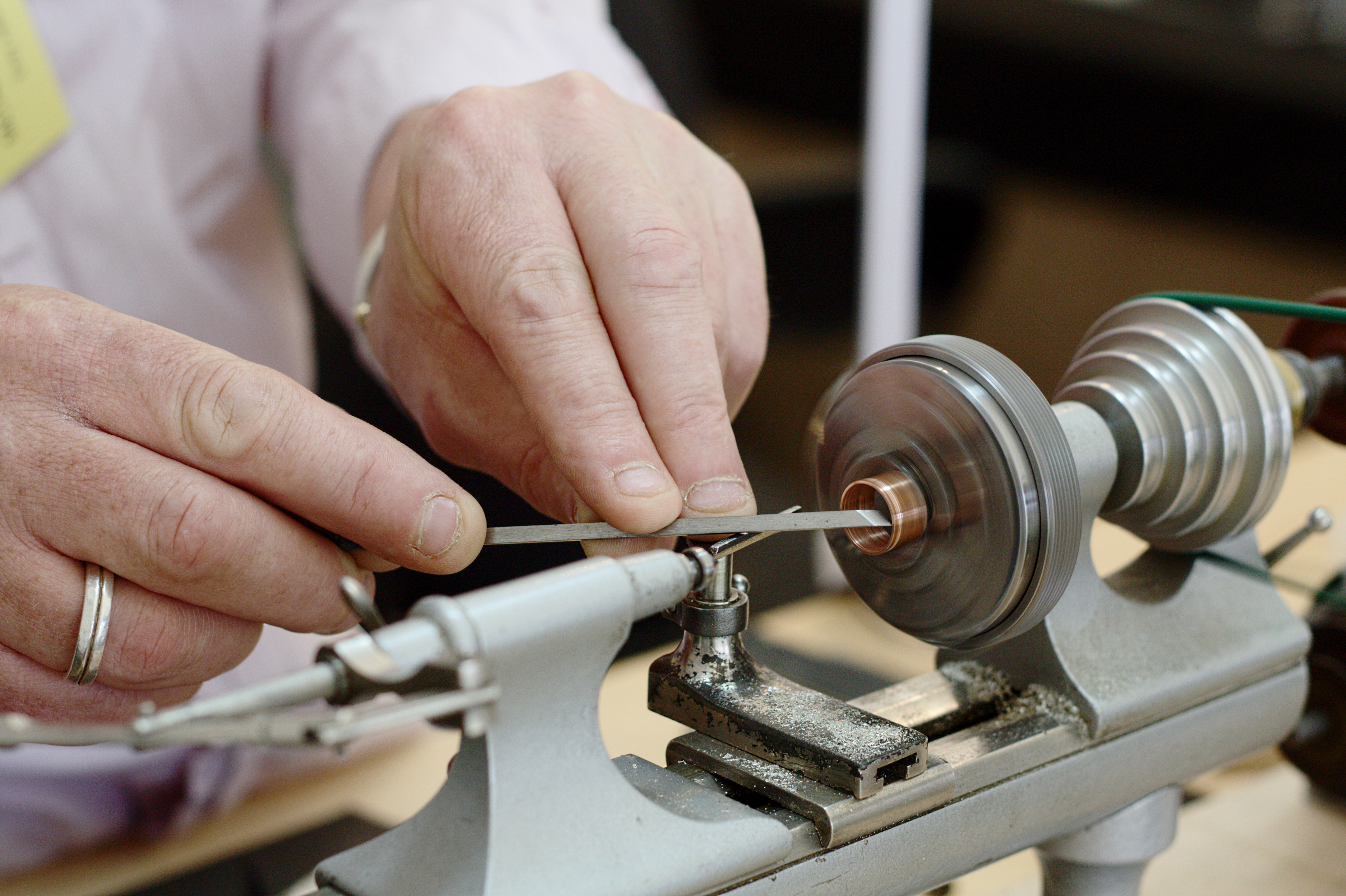
Một thợ sửa đồng hồ sử dụng máy tiện để chuẩn bị một bộ phận cắt từ đồng cho đồng hồ

Máy tiện là một công cụ cắt, chà nhám, gõ, khoan,làm biến dạng,đối mặt và xoay,với các công cụ được áp dụng cho phôi để tạo hình một đối tượng có tính đối xứng quay xung quanh trục đó.